# Reichstagswahlkreis Oberbayern 3

Die Wahlkreisaufteilung des Deutschen Reichs.

Der Reichstagswahlkreis Oberbayern 3 (Wahlkreis 239; Wahlkreis Aichach) war der Reichstagswahlkreis für die Reichstagswahlen im Deutschen Reich und im Norddeutschen Bund von 1867 bis 1918.

## Wahlkreiszuschnitt
Der Wahlkreis umfasste die Bezirksämter Aichach, Friedberg, Dachau und Schrobenhausen. Der Wahlkreis war eine Parteihochburg des Zentrums. Er wurde immer im ersten Wahlgang mit deutlichen Mehrheiten entschieden.
| Jahr | Einwohner |
| ---- | --------- |
| 1890 | 109.914   |
| 1895 | 111.439   |
| 1900 | 116.535   |
| 1905 | 123.947   |
| 1910 | 131.249   |

|      | Landwirtschaft | Industrie und Gewerbe | Handel und Dienstleistungen |
| ---- | -------------- | --------------------- | --------------------------- |
| 1895 | 63,7           | 26,8                  | 9,5                         |
| 1907 | 65,5           | 26,0                  | 8,6                         |

|      | Evangelisch | Katholisch |
| ---- | ----------- | ---------- |
| 1890 | 2,7         | 97,1       |
| 1905 | 3,3         | 96,5       |
| 1910 | 3,5         | 96,2       |

## Abgeordnete
| Wahl                             | Abgeordneter                      | Partei                     | Bild |
| -------------------------------- | --------------------------------- | -------------------------- | ---- |
| Zollparlamentswahl 1868 bis 1871 | Carl von Meixner                  | Bayerische Patriotenpartei | 0    |
| Reichstagswahl 1871 bis 1877     | Joseph Anton Schmid               | Deutsche Zentrumspartei    | 0    |
| Reichstagswahl 1877 bis 1884     | Sigmund von Pfetten-Arnbach       | Deutsche Zentrumspartei    |      |
| Reichstagswahl 1884 bis 1887     | Maximilian von Gravenreuth        | Deutsche Zentrumspartei    | 0    |
| Reichstagswahl 1887 bis 1893     | Sigmund von Pfetten-Arnbach       | Deutsche Zentrumspartei    |      |
| Reichstagswahl 1893 bis 1898     | Jakob Bäurle                      | Deutsche Zentrumspartei    | 0    |
| Reichstagswahl 1898 bis 1912     | Franz Beck                        | Deutsche Zentrumspartei    |      |
| Reichstagswahl 1912 bis 1918     | Carl Theodor von und zu Sandizell | Deutsche Zentrumspartei    |      |

## Wahlen

### Zollparlament
Es fand nur ein Wahlgang statt. Die Zahl der gültigen Stimmen betrug 11.505.
| Kandidat         | Partei   | Stimmen | in % | Anmerkungen |
| ---------------- | -------- | ------- | ---- | ----------- |
| Carl von Meixner | Kons     | 11.171  | 0    | 0           |
| 0                | Sonstige | 336     | 0    | 0           |

### Reichstagswahl 1871
Es fand ein Wahlgang statt. 19.832 Männer waren wahlberechtigt. Die Zahl der abgegebenen Stimmen betrug 14.203. Die Wahlbeteiligung betrug 71,6 %.
| Kandidat            | Partei   | Stimmen | in % | Anmerkungen      |
| ------------------- | -------- | ------- | ---- | ---------------- |
| Joseph Anton Schmid | Zentrum  | 10.254  | 0    | 0                |
| Tautphoeus          | NLP      | 3907    | 0    | Bezirkshauptmann |
| 0                   | Sonstige | 42      | 0    | 0                |

### Reichstagswahl 1874
Es fand ein Wahlgang statt. 22.783 Männer waren wahlberechtigt. Die Zahl der abgegebenen Stimmen betrug 17.627, 42 Stimmen waren ungültig. Die Wahlbeteiligung betrug 77,6 %.
| Kandidat            | Partei   | Stimmen | in % | Anmerkungen      |
| ------------------- | -------- | ------- | ---- | ---------------- |
| Joseph Anton Schmid | Zentrum  | 15.228  | 0    | 0                |
| Tautphoeus          | NLP      | 2078    | 0    | Bezirkshauptmann |
| Johann Most         | S (Eis)  | 307     | 0    | Buchbinder       |
| 0                   | Sonstige | 14      | 0    | 0                |

### Reichstagswahl 1877
Es fand ein Wahlgang statt. 23.134 Männer waren wahlberechtigt. Die Zahl der abgegebenen Stimmen betrug 14.773, 11 Stimmen waren ungültig. Die Wahlbeteiligung betrug 63,9 %.
| Kandidat                    | Partei   | Stimmen | in % | Anmerkungen   |
| --------------------------- | -------- | ------- | ---- | ------------- |
| Sigmund von Pfetten-Arnbach | Zentrum  | 12.424  | 0    | 0             |
| Werlberger                  | NLP      | 1914    | 0    | Bürgermeister |
| Johann Most                 | S (Eis)  | 412     | 0    | Buchbinder    |
| 0                           | Sonstige | 23      | 0    | 0             |

### Reichstagswahl 1878
Es fand ein Wahlgang statt. 21.994 Männer waren wahlberechtigt. Die Zahl der abgegebenen Stimmen betrug 14.266, 12 Stimmen waren ungültig. Die Wahlbeteiligung betrug 64,9 %.
| Kandidat                    | Partei   | Stimmen | in % | Anmerkungen   |
| --------------------------- | -------- | ------- | ---- | ------------- |
| Sigmund von Pfetten-Arnbach | Zentrum  | 12.368  | 0    | 0             |
| Werlberger                  | NLP      | 1483    | 0    | Bürgermeister |
| Johann Most                 | S        | 374     | 0    | Buchbinder    |
| 0                           | Sonstige | 41      | 0    | 0             |

### Reichstagswahl 1881
Es fand ein Wahlgang statt. 21.571 Männer waren wahlberechtigt. Die Zahl der abgegebenen Stimmen betrug 9958, 15 Stimmen waren ungültig. Die Wahlbeteiligung betrug 46,2 %.
| Kandidat                    | Partei   | Stimmen | in % | Anmerkungen    |
| --------------------------- | -------- | ------- | ---- | -------------- |
| Sigmund von Pfetten-Arnbach | Zentrum  | 9340    | 0    | 0              |
| Aigner                      | NLP      | 392     | 0    | Bezirksamtmann |
| August Bebel                | S        | 132     | 0    | Buchbinder     |
| 0                           | Sonstige | 94      | 0    | 0              |

### Reichstagswahl 1890
Für die Reichstagswahl 1890 sind keine Wahlkreisbündnisse bekannt. Es fand ein Wahlgang statt. Die Zahl der Wahlberechtigten betrug 22.934, die Zahl der Wähler 13.310. Die Wahlbeteiligung betrug 58,0 %. 22 Stimmen waren ungültig.
| Kandidat                    | Partei   | Stimmen | in %   | Anmerkungen                             |
| --------------------------- | -------- | ------- | ------ | --------------------------------------- |
| Max Aigner                  | NLP      | 80      | 0,6 %  | königlicher Bezirksamtmann in Friedberg |
| Georg von Vollmar           | SPD      | 1085    | 8,2 %  | 0                                       |
| Sigmund von Pfetten-Arnbach | Zentrum  | 10.873  | 81,8 % | 0                                       |
| 0                           | Zentrum  | 106     | 0,8 %  | 0                                       |
| 0                           | Sonstige | 24      | 0,2 %  | 0                                       |

### Reichstagswahl 1893
Für die Reichstagswahl 1893 sind keine Wahlkreisbündnisse bekannt. Es fand ein Wahlgang statt. Die Zahl der Wahlberechtigten betrug 23.539, die Zahl der Wähler 15.588. Die Wahlbeteiligung betrug 66,2 %. 35 Stimmen waren ungültig.
| Kandidat            | Partei                          | Stimmen | in %   | Anmerkungen |
| ------------------- | ------------------------------- | ------- | ------ | ----------- |
| Schmelcher          | BB (oberbayerischer Bauernbund) | 49      | 0,3 %  | 0           |
| Friedrich Dornbusch | DVP                             | 735     | 4,7 %  | 0           |
| Max Aigner          | NLP                             | 691     | 4,4 %  | 0           |
| Johann Baptist Sigl | Pt                              | 72      | 0,5 %  | 0           |
| Eduard Schmid       | SPD                             | 1833    | 11,8 % | 0           |
| Jakob Bäurle        | Zentrum                         | 12.071  | 77,6 % | 0           |
| 0                   | Sonstige                        | 102     | 0,7 %  | 0           |

### Reichstagswahl 1898
Für die Reichstagswahl 1898 sind keine Wahlkreisbündnisse bekannt. Es fand ein Wahlgang statt. Die Zahl der Wahlberechtigten betrug 23.355, die Zahl der Wähler 15.831. Die Wahlbeteiligung betrug 67,8 %. 56 Stimmen waren ungültig.
| Kandidat           | Partei   | Stimmen | in %   | Anmerkungen                   |
| ------------------ | -------- | ------- | ------ | ----------------------------- |
| Peter Notensteiner | BB       | 5468    | 34,7 % | 0                             |
| Adolf Binder       | DVP      | 280     | 1,8 %  | Uhrmacher in Hohenwart        |
| Anton Landmann     | NLP      | 550     | 3,5 %  | Bürgermeister in Günzburg     |
| Johann Braun       | SPD      | 1319    | 8,3 %  | Spezereihändler in Lechhausen |
| Franz Beck         | Zentrum  | 8097    | 51,3 % | 0                             |
| 0                  | Sonstige | 61      | 0,4 %  | 0                             |

### Reichstagswahl 1903
Für die Reichstagswahl 1903 sind keine Wahlkreisbündnisse bekannt. Es fand ein Wahlgang statt. Die Zahl der Wahlberechtigten betrug 24.989, die Zahl der Wähler 19.032. Die Wahlbeteiligung betrug 76,2 %. 78 Stimmen waren ungültig.
| Kandidat     | Partei     | Stimmen | in %   | Anmerkungen             |
| ------------ | ---------- | ------- | ------ | ----------------------- |
| Egle         | BB         | 92      | 0,5 %  | 0                       |
| Manhart      | BB         | 4730    | 25,0 % | Ökonom aus Schwabhausen |
| Metzger      | unabhängig | 536     | 2,8 %  | Ökonomierat aus München |
| Johann Braun | SPD        | 2018    | 10,6 % | 0                       |
| Franz Beck   | Zentrum    | 11.488  | 60,6 % | 0                       |
| 0            | Sonstige   | 33      | 0,2 %  | 0                       |

### Reichstagswahl 1907
Für die Reichstagswahl 1907 einigten sich die Parteien des „liberalen Blocks“ (NLP, FVP, DVP) auf Rechtsanwalt Kohl als gemeinsamen Kandidaten. Es fand ein Wahlgang statt. Die Zahl der Wahlberechtigten betrug 25.986, die Zahl der Wähler 20.410. Die Wahlbeteiligung betrug 78,5 %. 73 Stimmen waren ungültig.
| Kandidat        | Partei     | Stimmen | in %   | Anmerkungen                       |
| --------------- | ---------- | ------- | ------ | --------------------------------- |
| Xaver Grauvogel | BB         | 1409    | 6,9 %  | Rechtskonsulent in Schrobenhausen |
| Eduard Bleicher | NS         | 72      | 0,4 %  | Redakteur in Augsburg             |
| Kohl            | unabhängig | 1097    | 2,8 %  | Rechtsanwalt aus München          |
| Martin Gruber   | SPD        | 2617    | 12,8 % | 0                                 |
| Franz Beck      | Zentrum    | 15.086  | 74,2 % | 0                                 |
| 0               | Sonstige   | 56      | 0,3 %  | 0                                 |

### Reichstagswahl 1912
Für die Reichstagswahl 1912 einigten sich NLP und FoVP auf Dr. von Staden als gemeinsamen Kandidaten. Es fand ein Wahlgang statt. Die Zahl der Wahlberechtigten betrug 27.107, die Zahl der Wähler 21.636. Die Wahlbeteiligung betrug 79,8 %. 90 Stimmen waren ungültig.
| Kandidat                          | Partei   | Stimmen | in %   | Anmerkungen                |
| --------------------------------- | -------- | ------- | ------ | -------------------------- |
| Erasmus Neumair                   | BB       | 1726    | 8,0 %  | Bauer aus Gerolsbach       |
| Hermann von Staden                | FoVP     | 1204    | 5,6 %  | Schriftsteller aus München |
| Martin Gruber                     | SPD      | 37767   | 17,5 % | 0                          |
| Carl Theodor von und zu Sandizell | Zentrum  | 14.596  | 67,7 % | 0                          |
| Franz Beck                        | Zentrum  | 213     | 1,0 %  | 0                          |
| 0                                 | Sonstige | 31      | 0,2 %  | 0                          |